# Chris Phoenix
Chris Phoenix (né le 25 décembre 1970) est un nanotechnologiste, cofondateur (avec Mike Treder) et directeur de recherche du Center for Responsible Nanotechnology (CRN).  Il est diplômé en informatique de l'université Stanford (1991).  Depuis 2000, il étudie et publie au sujet des assembleurs moléculaires ; il est en particulier connu pour son article Design of a Primitive Nanofactory (« Plans d'une nano-usine rudimentaire ») ainsi que pour son étude structurée de 30 publications essentielles en nanotechnologie.  Phoenix est auteur ou coauteur de nombreux articles et essais publiés par le CRN en relation avec son travail.